# Trampolino (sci)

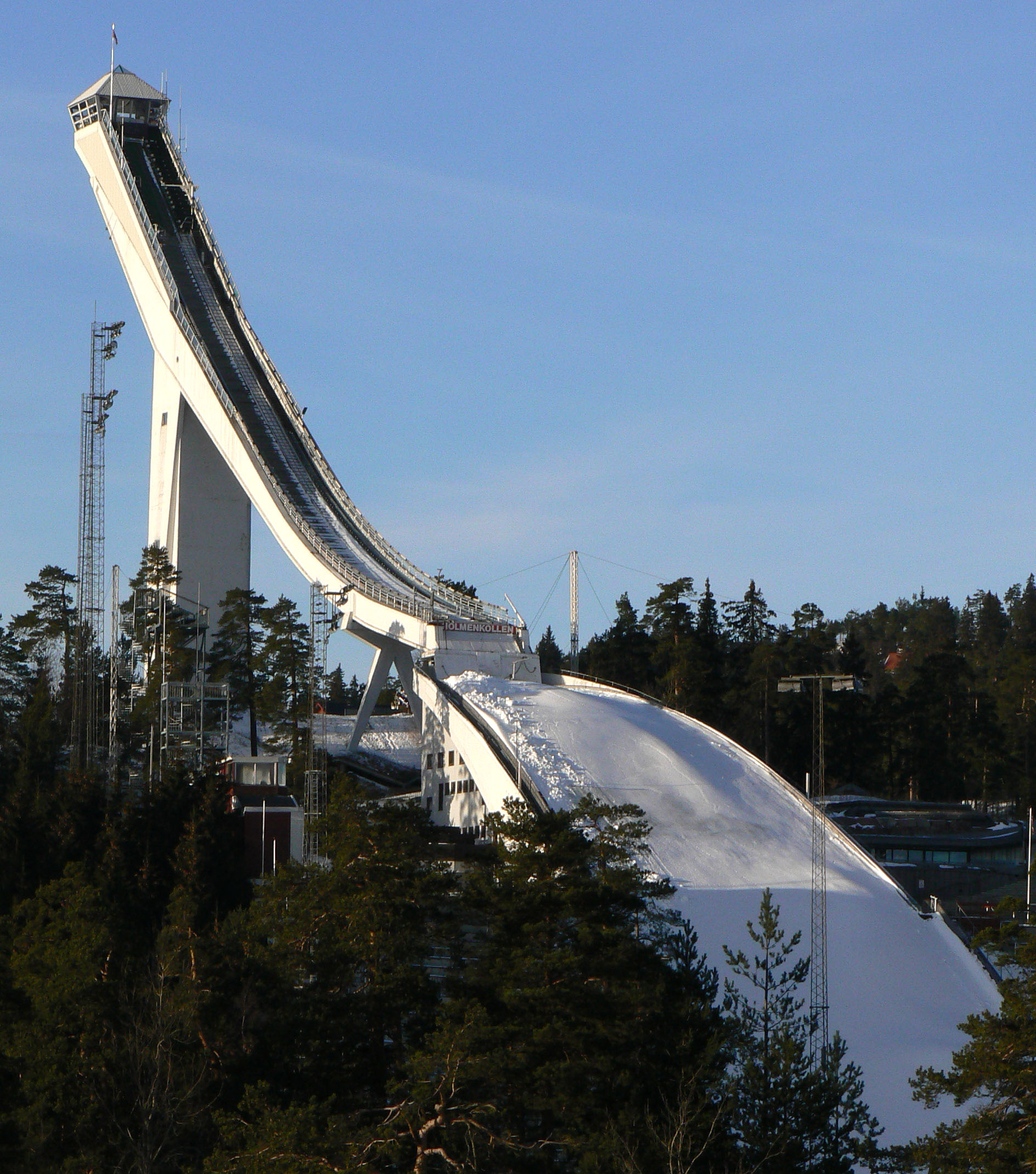
Il vecchio trampolino di Holmenkollen a Oslo (Norvegia), uno dei più celebri trampolini per il salto con gli sci

Il trampolino è una struttura sportiva atta a ospitare competizioni di salto e volo con gli sci. I trampolini possono sia seguire pendenze naturali del terreno, sia essere interamente artificiali.

## Descrizione

### Caratteristiche tecniche

Schema di un trampolino
(Start position=posizione di partenza; In-run=rincorsa; Jump=salto; Landing slope=pista di atterraggio; Critical point=punto K; Hill size point=punto HS; Out-run=uscita)

La lunghezza di un trampolino non è calcolata misurando la struttura, ma la distanza tra la partenza e un punto del pendio a valle del trampolino. Esistono due punti che vengono individuati a tal fine:
- il "punto K" (dal tedesco K-Punkt, abbreviazione di Konstruktionspunkt - "punto di costruzione") è il punto di flesso del pendio a partire dal quale può iniziare l'atterraggio degli atleti. È espresso in metri e la misura indica la distanza dal dente, cioè dal punto in cui inizia il salto al punto K.

- il "punto HS" (dall'inglese hill size - "misura del pendio") è il punto del pendio posto a un angolo di 32° rispetto alla linea orizzontale. Anche in questo caso la misura è espressa in metri e indica la distanza dal dente, cioè dal punto in cui inizia il salto.

### Classificazione
Fino al 2004 per la classificazione dei trampolini era utilizzato il punto K; a partire da tale data la classificazione per punto K è stata sostituita da quella per punto HS. In base alle diverse classi di misure si ottiene la seguente classificazione:
| Classe del trampolino              | Punto K | HS     |
| ---------------------------------- | ------- | ------ |
| Trampolino piccolo                 | ≤44     | ≤49    |
| Trampolino medio                   | 45-74   | 50-84  |
| Trampolino normale                 | 75-99   | 85-109 |
| Trampolino lungo                   | ≥100    | ≥110   |
| Trampolino per il volo con gli sci | ≥170    | ≥185   |